# 日本国政府専用機

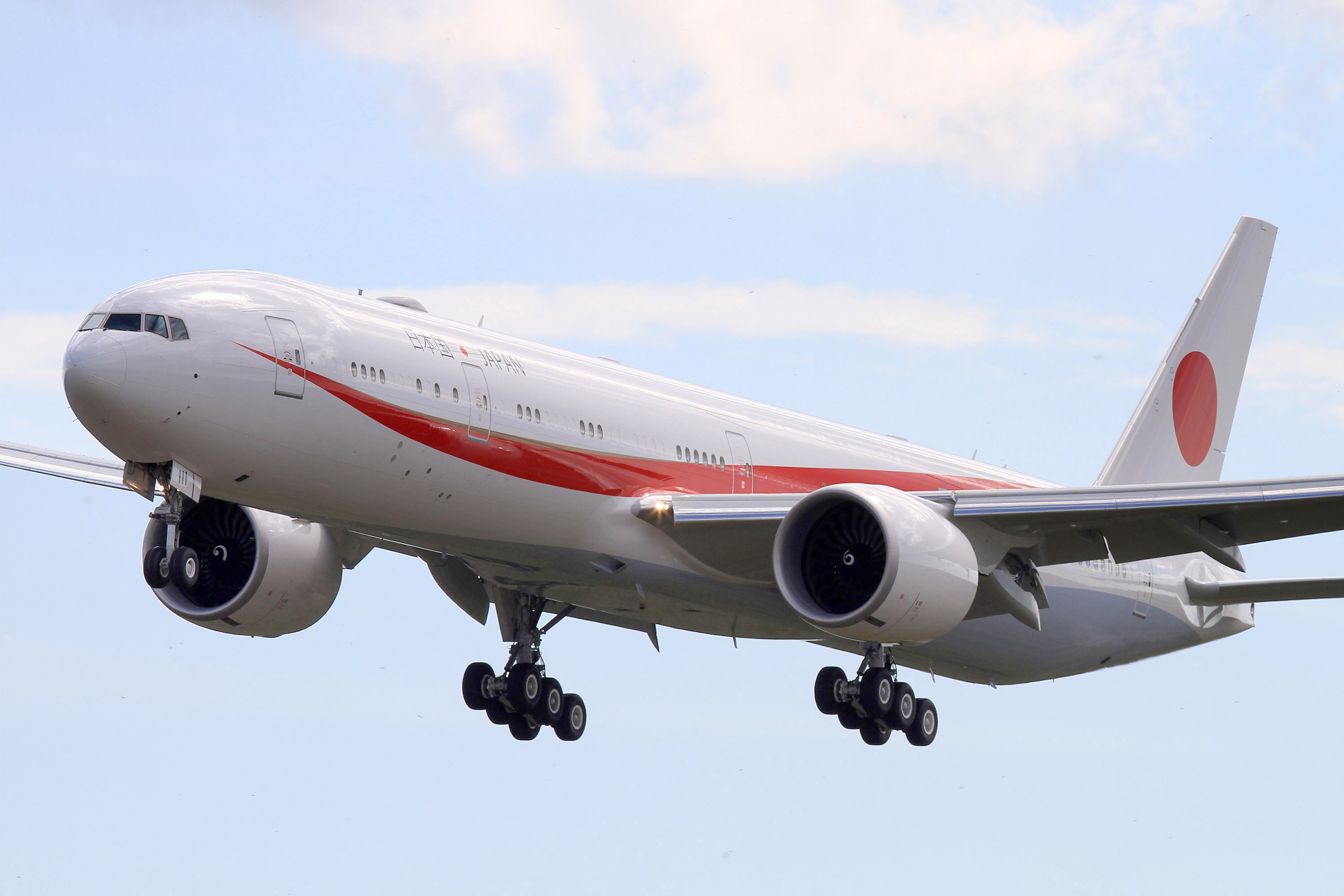
2019年（平成31年）4月から運用しているB777-300ER型の政府専用機。

日本国政府専用機（にほんこく／にっぽんこくせいふせんようき）は、日本国政府が所有・運航を行い、皇族や政府要人の輸送、在外の自国民保護などのために使用される航空機（政府専用機）である。防衛省の航空自衛隊が管理および運用している。

## 概説

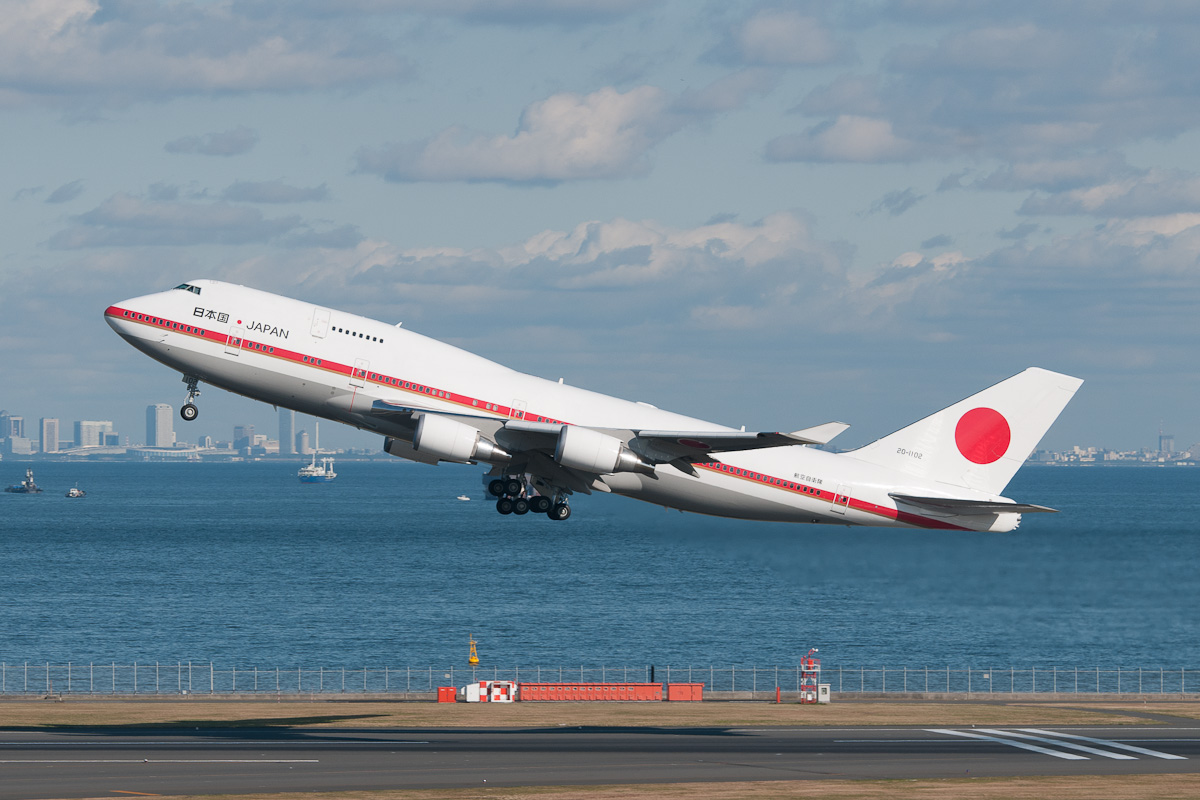
2019年3月まで運用していたB747-400型の政府専用機。

1992年（平成4年）にボーイング747-400を2機導入して運用が開始された。その後、2019年（平成31年）4月1日からはボーイング777-300ER2機に変更して運用している。自衛隊機であるため機体記号は数字のみで構成される。
通常は任務機と副務機が共に飛行し、任務機に支障が生じた場合は直ちに副務機が代替する。
皇族と政府要人の使用予定が重複した場合、多くの場合は皇族が優先して使用する。2012年5月に天皇と皇后の英国訪問と野田佳彦首相のキャンプ・デービッドサミット出席が重複し、天皇と皇后が政府専用機を、野田首相が全日本空輸（ANA）の特別機を使用した。2022年9月に天皇と皇后のエリザベス女王国葬参列に伴う英国訪問と岸田文雄首相の国連総会出席が重複し、天皇と皇后が政府専用機を、岸田首相が全日本空輸（ANA）の特別機を使用した。
2機が予備機を伴わず単独で運用される事例もある。
- 皇太子徳仁親王と皇太子徳仁親王妃雅子が、オランダのウィレム＝アレクサンダー国王即位式へ、安倍晋三首相がロシア連邦 - サウジアラビア - アラブ首長国連邦 - トルコ 歴訪へ、いずれも2013年4月28日に出発した。
- 徳仁親王が「日本とスペインの交流400周年」記念行事参列のために、2013年6月10日から16日までスペインを公式訪問で使用し、安倍首相が ポーランド（東欧4か国との首脳会談） - イギリス（G8サミット） - アイルランドを歴訪のために、2013年6月15日から20日まで使用した。

2機のボーイング747-400は総理府の予算で購入して運用は航空自衛隊に委託し、のちに航空自衛隊機として防衛庁へ転籍した。
乗組員は、操縦士と航空士である航空整備員、航法士、機上無線員、特別空中輸送員（客室乗務員） 、運航をバックアップする運行管理者ら全員が、特輸隊と通称される「航空自衛隊特別航空輸送隊第701飛行隊」の航空自衛官である。かつては特別空中輸送員（客室乗務員）は日本航空（JAL）で訓練を受けていた。現在では、ボーイング747-400からボーイング777-300ERに機種が変わったため、ボーイング777の所有数が多い全日本空輸（ANA）で特別空中輸送員の訓練が行われている。
1機に7人の整備員要員が同乗し、あらゆる状況を想定し、寄港地でも機体整備を可能とするために予備部品や消耗備品などを搭載し、基本的に随伴機を必要としない。
2機体制であるが、本来、要人輸送機は最低でも「正（要人搭乗・主務機）」、「副（随行・副務機）」、「予備（正・副が出発したあと基地で待機・非常時の代替機）」の、3機以上の体制で運用されるのが望ましいといわれている。もし1機が故障していると使用できるのが1機のみになり予備機がなくなってしまうほか、国外寄港地で正・副の2機とも故障した場合は代替機がなくなり、危機管理上の問題を呈すとみなされているからである。1999年2月にヨルダン国王のフセイン1世が死去した際、フセイン1世が行政府の長を兼ねていたことから、国葬は皇太子・同妃と小渕恵三首相夫妻が共に参列することになり、両者が2機に分乗したため、双方が主務機扱いとなった。このため両機は予備機なしで0泊3日の往復飛行をこなすこととなった。
しかし、当初の2機購入の数年後に防衛庁が上記の理由で3機目の予算も原案に組み込んだところ、大蔵省の査定で却下された。そもそも政府専用機の導入は、当時日米間の最大懸念だったアメリカの巨額の対日貿易赤字を減らすための国策的要素が強いものだっただけに、やがてバブル景気が弾けて日本経済が長期にわたる不況に陥ると、3機目の購入に数百億円もの税金を充てることはできない状況となった。
イラク戦争以後、自衛隊の国外派遣などで政府専用機を活用する機会が増えたことに伴い、政府は3機目の購入を再び模索、防衛庁はこれを受けて空中給油機としての併用が可能なボーイング767を視野に入れた検討を始めた。しかし、同じころ政府が導入を決定したミサイル防衛関連予算が膨大なものとなったことから、このときも結局導入を断念している。後述の機材更新でボーイング777に置き換えられた後も引き続き2機体制となっている。
日本国政府専用機とアメリカ合衆国大統領専用機（エアフォースワン）を比べた場合、用途に大きな違いがある。アメリカ合衆国大統領専用機は「政府」専用機ではなく、事実上の「大統領のプライベート機」で、大統領個人が「良識の範囲内」で、公私にわたって自由に使用することが認められており、国内遊説や選挙戦はもとより、休暇時の保養地への移動にも使われ、国賓公賓を同乗させたりもしている。
一方、日本の政府専用機は内閣総理大臣専用車や御料車と同様にあくまで国有資産であり、内廷や首相の所有物ではない。その用途は基本的に外遊時のみ使用され、公務を含め、国内での移動に利用されることはほとんどない。羽田空港と国内空港の移動の際には全日空や日本航空の定期便を利用する他、被災地訪問の際の移動には、航空自衛隊のU-4も使用される。
国内での利用は、

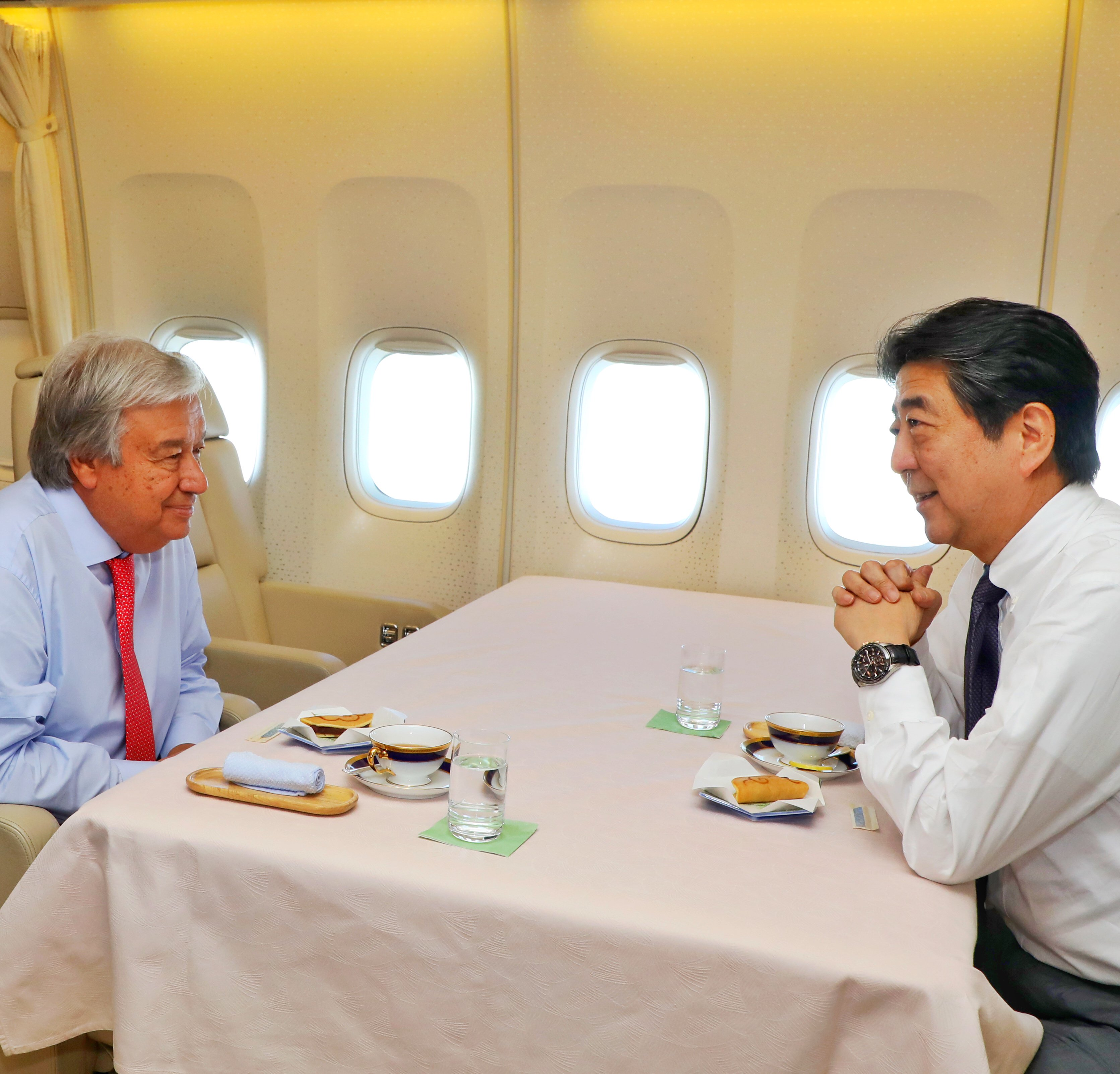
政府専用機での移動中、歓談する安倍晋三とアントニオ・グテーレス（2018年）

- 2000年の九州・沖縄サミットの際の森喜朗首相の沖縄県入り
- 2004年の日韓首脳会談の際の小泉純一郎首相の鹿児島県入り
- 2008年の北海道洞爺湖サミットの際の福田康夫首相の北海道入り
- 2009年5月の太平洋・島サミットの際の麻生太郎首相の北海道入り
- 2016年12月の日露首脳会談の際の安倍晋三首相の山口県入り[8]
- 2018年8月の長崎原爆犠牲者慰霊平和祈念式典の際の安倍晋三首相の長崎県入り（国連事務総長のアントニオ・グテーレスが同乗）[9]
- 2023年5月の広島サミットの際の岸田文雄首相の広島県入り[10]
- 2024年8月の長崎原爆犠牲者慰霊平和祈念式典の際の岸田文雄首相の長崎県入り（式典出席後、長崎からアスタナに向かう予定だったが、外遊の取りやめにより、長崎からそのまま東京に戻った）[11][12]

など、これまでに数回しかなく、しかもその殆どが東京から離れた外国首脳との会談絡みとなっている。
したがって年間の飛行回数や飛行時間は、米国大統領専用機（エアフォースワン）に比べると格段に少なく、導入当初は「虎の子」「宝の持ち腐れ」などといった批判を浴びることも少なくなかった。

## 導入への過程
第二次世界大戦終結後、皇族や内閣総理大臣、閣僚の国外公式訪問や国内移動の際に、半官半民の経営体制である日本航空（JAL）の特別機が頻繁に使用されることになり、1954年8月に、北海道で開かれた国民体育大会開会式から帰京する昭和天皇と香淳皇后のために、初の皇族向け特別機のダグラス DC-4が千歳空港-羽田空港間で運航された。その後も、特に国外公式訪問の際の特別機として、当時日本の航空会社で唯一国際線を運航していたJALの機材が利用されるケースが多かった。

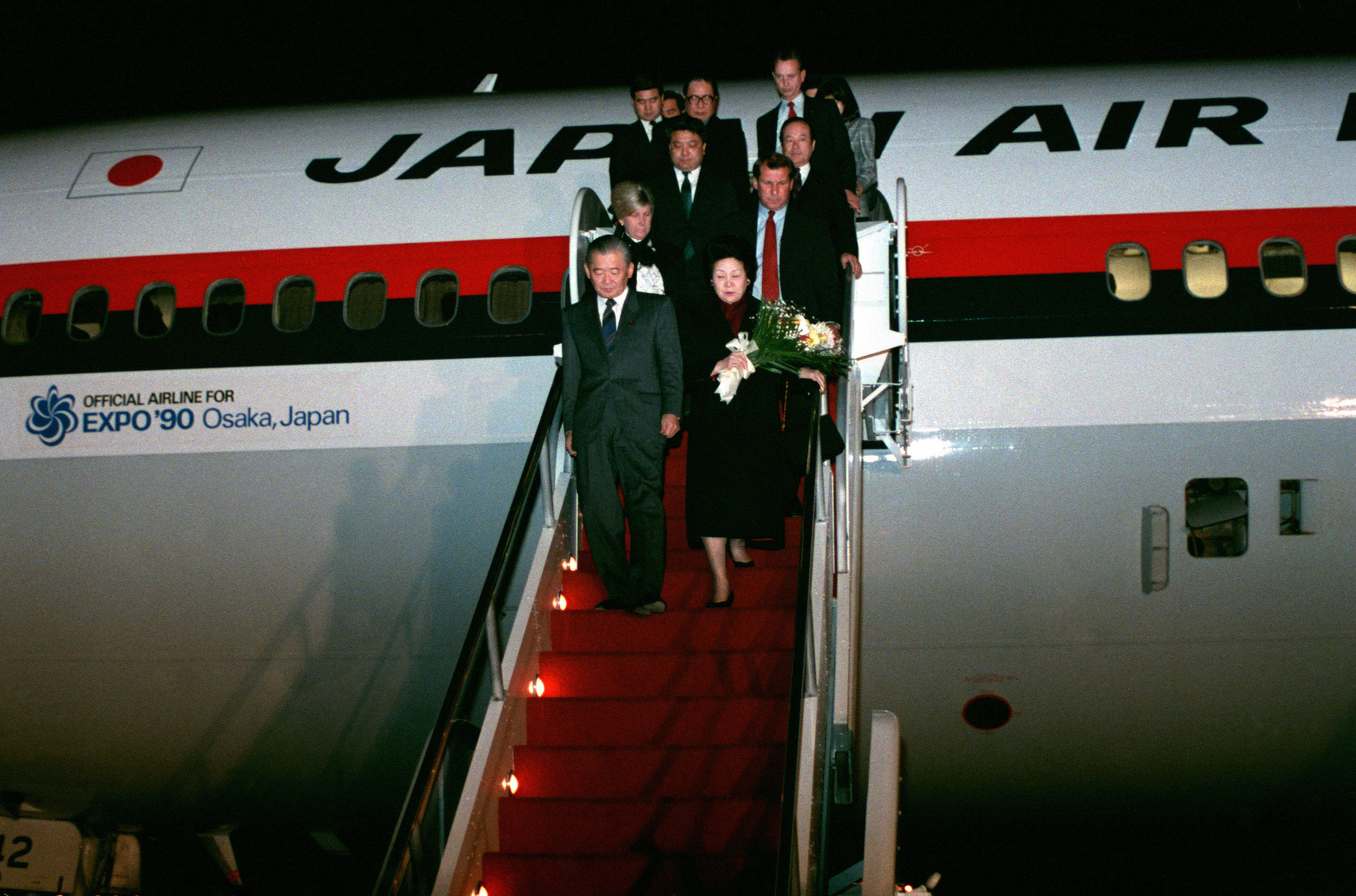
1989年の竹下登首相の訪米時に政府特別機としてチャーターされたJALのマクドネル・ダグラスDC-10。

YS-11の生産がピークに達した頃には、国産旅客機ができたのだから、せめて政府専用機でもという話が出たこともあった。1969年11月には、佐藤栄作首相（当時）が沖縄返還交渉のために渡米した時、激しい反対闘争の中で羽田空港に行くのは危険との判断で、首相官邸から羽田まで陸上自衛隊のHU-1Bヘリコプターを使用したことをきっかけに、陸上自衛隊の第1ヘリコプター団に、窓の大きい、内部を特別な作りにしたV-107が1機配備された。しかし、固定翼の政府専用機は、実現するまでに時間がかかった。1975年には、ベトナム戦争末期のサイゴン陥落で、邦人の救出に向かった日本航空の特別機が、政府の要請から出発までの間に2日もかかってしまい、マニラまで行ったが立往生してしまった。1970年代に相次いだ、日本赤軍によるハイジャック事件でも、政府専用機の必要性を指摘する声があった。

### 福田赳夫内閣での議論
福田赳夫内閣から、政府専用機導入へ向けた検討が本格化した。1978年6月23日に首相官邸で実施された経済対策閣僚会議では、円相場がどんどん上がっていたことから、これの対策としてドルを減らすための緊急輸入が議論された。園田直外務大臣が「総理や閣僚の外国出張、外国からの賓客の輸送、有事の際の海外同胞の引き揚げなどを考え、政府専用機としてボーイング707を2機ほど購入したらどうか」と発言した。同月30日の経済対策閣僚会議で座長だった宮澤喜一経済企画庁長官が、①世界の主要国のほとんどが大統領、首相の専用機を持っている。②外国の元首が死去した時の特派大使の派遣や、サイゴン陥落の時の邦人救出のように、緊急の際には民間機では間に合わないこともある。③民間機のチャーターは経費がかかる、などの理由を挙げて政府専用機を買いたいと発言した。
当時の関係省庁（総理府、外務省、経済企画庁、運輸省、防衛庁）の課長クラスによるプロジェクトチームの検討では、機種候補として、ボーイング707 、ダグラス DC-8、エアバスA300 、ロッキード L-1011 トライスター、ボーイング747、マクドネル・ダグラス DC-10などが候補になった。B707、DC-8は騒音が大きい。A300は航続距離が短い。L-1011はロッキード事件の余波で取り上げにくい。B747はキャパシティが大きすぎるとされ、DC-10が一応有力候補とされた。
これに対して、ボーイング社は担当重役を日本に派遣し、同年8月11日に記者会見を実施した。ボーイング社の主張では、ボーイング747SPならばDC-10と価格がほぼ同じで、性能で勝負できるというものだった。これに対してマクドネル・ダグラス社は、DC-10はアメリカ大統領専用機（エアフォースワン）の次の候補となっていた（結果的には採用されなかった）ことや、整備は日本航空が同型を持っているので容易であるとアピールした。

### 1980年代に決定
1980年代になると、日米間の貿易摩擦が深刻化した。アメリカ合衆国連邦政府から対日貿易赤字の縮小を求められたことも、アメリカ製の航空機を政府専用機として購入する理由となった。1951年の設立から長らく半官半民の経営体制であった日本航空が、1987年に完全民営化されたことも、政府専用機導入への決め手になった。
最終的に、日本から無給油でヨーロッパや北米の主要都市に飛ぶことができる当時唯一の機材であったことから、ボーイング社が当時開発していた、ボーイング747-400の導入が1987年に閣議決定され、予備機を含め2機が導入されることとなった。

## 初代運用機材の更新
各国での政府専用機に相当する航空機の採用状況をみると、ボーイング747-400やエアバスA340など、非常に高価なワイドボディ新型機を新規に購入した例は、航空機製造国以外では極わずかな国家のみであり、日本やブルネイ、カタールなどに限定される。
実際、航空機製造国（アメリカ合衆国やEUやロシア、フランスやドイツなど）は、自国製の新造機を政府専用機としている。しかしそれに対し航空機製造国以外（その他多くの国）はボーイング ビジネスジェットやエアバス・コーポレート・ジェットなどの中型機を導入したり、民間からボーイング757やボーイング727などの中古の中・小型機またはボーイング747-SPなどの中古のワイドボディ機を買い上げて改造したりする例が多い。
その一方、2000年頃からは政府専用機にも小型化の傾向が見られている。その理由は、短い滑走路を持つ地方の空港からでも容易に離着陸できるなど、小振りの機種が汎用性においてより優れた選択肢となったためである。その背景に、中・小型機の航続距離、双発機（ボーイング737、ボーイング777、エアバスA330、ボーイング787など）の燃費やETOPSなどが飛躍的に向上した事実がある。
実際の大型機の運用においても、運用自体が中途半端になり、警備上の問題や経済性の低さなどが生じることも指摘されるようになっている。この指摘の根拠には、ボーイング747が安全な離着陸を行うためには最短でも2,500から2,750m以上の滑走路が必要であり、そのような条件を満たす滑走路を持つ空港が、大都市の国際空港や空軍基地に限られてしまうことが挙げられている。その点、ボーイング737-600以降の新型機種などでは、2,000mの滑走路があれば余裕を持って離着陸できるため、運用できる空港が非常に多くなる。
2008年（平成20年）10月17日付の産経新聞は、三菱重工業が開発中の日本製小型旅客機「MRJ」（現：Mitsubishi SpaceJet）を10機発注する予想を報じた。MRJはボーイング737よりさらに小型で燃料効率がよいとされ、開発に関して国が補助金を出していることから販売を促進する目的も兼ねている。ただし、MRJは太平洋や大西洋無着陸横断飛行ができない。したがって、仮にMRJが政府専用機として使用されるとしても、日本国内および東アジアの外国渡航用といった、補助的な役割に留まる。（MRJはその後、紆余曲折を経て2023年に開発中止が決まった）
2010年、日本航空の経営再建のため、同社のボーイング747が全機退役するのに伴い、整備面での問題が浮上した。2019年以降は同社で整備を受けられなくなるため、後継機の選択を実施しなければならなくなった（下記「運航および整備の委託」の項を参照）。
2013年8月に、前述の通り2018年度末に現用の2機を退役させる方針が明らかにされている。新たな政府専用機の候補としては、複数の報道によりボーイング777・787、エアバスA350 XWBが挙がっており、2019年の導入に向け機種を選定するとしていた
。2014年4月になって飛行性能に加えて日米同盟の関係強化に向けた姿勢などを重視し、導入後のメンテナンス委託先も確保しやすいことからボーイング777を導入する方向で最終調整していることが報道された。選定候補に挙がっていたボーイング787は機内空間の狭さ、エアバスは現行機がボーイング製という継続性と日米安保同盟という外交的政治判断によって、選定から外れている。
2014年8月12日、日本国政府はボーイング747-400の後継機として、ボーイング777-300ERを選定し、機体整備は全日本空輸に委託されることを明らかにした。
2018年8月1日、航空幕僚監部は政府専用機（ボーイング747-400）の運用終了を前に、この機材の処分に関する情報提供の募集を開始した。
2018年8月17日、新型のボーイング777-300ERが北海道の航空自衛隊千歳基地に到着し、2019年4月1日にボーイング747-400は退役した。

### 用途廃止後
初代専用機は、貴賓室や自衛隊専用の機器を取り外した後、競争入札によりエンビプロ・ホールディングス傘下の株式会社エコネコルに売却された。日本経済新聞によると1機約7億円。
この機体は海外に売却され、2019年6月17日まず2号機（機体番号20-1102）が離日、同月27日に1号機（機体番号20-1101）も離日、ともにCSDS Aircraft Sales and Leasingに購入され、米アリゾナ州マラナにあるピナル・エアパークで保管され、同年8月、旧1号機（20-1101）「N7474C」が2,800万米ドル（約30億円）で売りに出され、2020年6月には旧1号機が1,250万米ドルに値下げ、2022年1月には旧2号機（20-1102）「N7477C」がエンジン無しで350万米ドルで販売されていた。
2022年5月、小型人工衛星打ち上げ事業を手がけるヴァージン・オービットが、米L3ハリス・テクノロジーと2機のボーイング747-400を契約したことが発表された。掲載された画像には、かつての日本国政府専用機がエンジンを取り外し整備保管している状態で映っており、同機が空中発射型または貨物輸送型に改修された可能性があると報道されている。

## 運用状況

### 用途

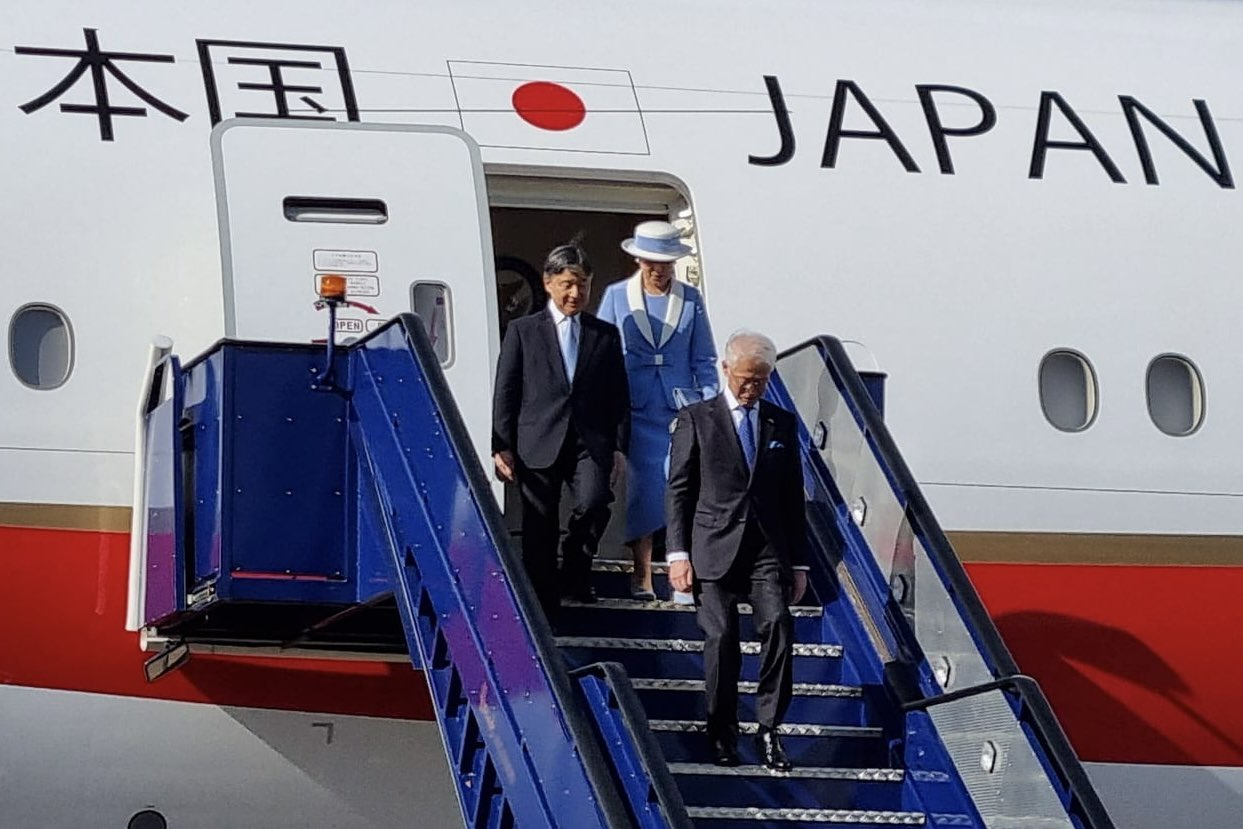
訪英時の天皇徳仁と皇后雅子（2024年6月22日）。

- 皇室、内閣総理大臣、またはこれに準じる要人の輸送[34][注釈 14]。
- 緊急時における在外日本人の救援輸送[35]。
- 国際緊急援助活動[36]。
- 有事における自衛官の緊急輸送[注釈 15]。

とされている。自衛隊法施行令が定める「要人」を下記する。
1. 天皇および上皇ならびに皇族
2. 国賓およびこれに準ずる賓客
3. 最高裁判所長官
4. 衆議院議長および参議院議長
5. 内閣総理大臣
6. 国務大臣（ただし、重要な用務の遂行のため特に必要があると認められる場合に限る）

ただし、実際は内閣総理大臣や天皇・皇族による使用がほとんどとなっており、その他の閣僚や内閣総理大臣以外の三権の長は一般の定期便を利用している。国家安全保障会議の内規で同じ機体での移動は2人までとなっている。
皇族はオランダ公式訪問のため2009年8月21日に出発した秋篠宮夫妻が、成田国際空港から民間機を利用した。2015年4月の天皇・皇后のパラオ訪問時は全日本空輸（ANA）のチャーター機としてボーイング767-300ERが使用されたが、ロマン・トメトゥチェル国際空港の滑走路が2195mで、当時の政府専用機ボーイング747の必要着陸滑走路長は2500mで、発着ができないためである。

### 運航および整備の委託
政府専用機は航空自衛隊千歳基地に所属する自衛隊機であるが、通常は千歳基地と誘導路で繋がる新千歳空港の専用ハンガーに格納されている。
日本航空（JAL）とグループ企業が国際線運航とサービス経験の豊富さから、政府専用機の国内外における運航ハンドリングおよび機体整備を一括して受託し、2017年（平成29年）現在で機内サービスを行う特別空中輸送員の訓練も受託していた。しかしJALは、会社更生法適用による機材の効率化、老朽化および燃費効率の悪さから2011年（平成23年）3月1日にボーイング747機を全機退役させ、同型向けの資材や人員を保持する見込みがなくなり専用機も数年後に整備を受けられなくなる見通しとなった。このため2010年（平成22年）12月から、ボーイング747-400F（貨物）型機を運航して同型機最終受領が遅く当面の運用が見込まれる日本貨物航空に、本機に携わる航空自衛官の民間免許取得支援業務を委託した。
後継機となるボーイング777-300ERの機体整備はANAに委託されている。

### ヒッチハイク外交

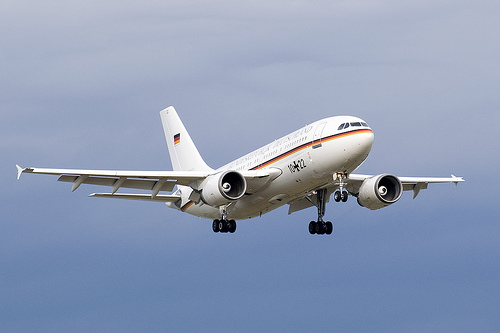
ドイツ政府要人専用機 “A310-304 VIP”

カナダの保養地であるカルガリー郊外のカナナスキスで行われた第28回主要国首脳会議を終えた2002年（平成14年）6月28日に、ドイツのゲアハルト・シュレーダー首相と秘書官・警護員ら5人が小泉純一郎首相帰途の日本国政府専用機に同乗して来日した。
6月30日に、横浜国際総合競技場で行われる2002 FIFAワールドカップの決勝ブラジル対ドイツ戦を控えて「この観戦に間に合うよう、ぜひ相乗りで行かせて欲しい」とドイツ連邦共和国政府から要請されて、日本が受諾した。シュレーダー首相夫人が急用のため政府専用機で先に帰国したためにシュレーダー首相は政府専用機が使えず、民間機のチャーターでは、決勝戦のキック・オフに間に合わないことから異例の要請となった。小泉首相は当初断るつもりだったが、事情を察知したフランスのジャック・シラク大統領から口添えされ、搭乗者はシュレーダー首相以下5人と説明されて、最終的に小泉首相が判断した。
約10時間の飛行中は、くつろいだ雰囲気で日独首脳会談（「ヒッチハイク外交」外務省）が行われ、両首脳は食事を共にしながら歓談した。小泉首相は執務室をシュレーダーに譲り、自らは安倍晋三が使う予定であった官房副長官用の個室で休息した。
ドイツ政府は元東ドイツのインターフルーク所有機であったエアバスA310-300（コンラート・アデナウアー）を政府要人専用機として保有しており、シュレーダーは同機でカルガリー入りしている。A310-300は、カナダ太平洋岸やアンカレッジで1回給油すれば、羽田まで飛行可能な航続距離を有する。
首脳が他国の政府専用機に同乗して移動する事例は、外交プロトコルや危機管理で異例である。この他、2018年には長崎原爆犠牲者慰霊平和祈念式典に出席する国連事務総長のアントニオ・グテーレスが羽田−長崎間で安倍晋三首相と政府専用機を同乗している。外国人首脳等が日本政府専用機に搭乗するのは、極めて稀な事例である。

### 副務機の活用
通常は任務機と副務機の2機体制で運航する。任務機に何らかの問題が発生した場合に副務機が代替して乗客を輸送する。通常は一般乗客は搭乗しないが副務機に搭乗させる事例もある。
2004年5月に、北朝鮮による日本人拉致問題で2002年に日本に帰国していた蓮池薫夫妻と地村保志夫妻の子供5人を日本に帰国させる際に、副務機を使用した。
2009年4月に、タイ中部のパタヤで開かれる予定だった東南アジア諸国連合（ASEAN）の会議に出席するため、麻生太郎首相が政府専用機でパタヤ入りしたが、反政府派の暴動で会議は中止されてタイ政府が非常事態を宣言したため、当初は民間機で帰国する予定の日本政府関係職員らを帰国させるために副務機が活用された。
第2次安倍内閣で経済政策のために、日本経済団体連合会会長ら企業関係者の移動に副務機が活用された。
2016年9月に任務機が飛行中にバードストライクに見舞われ、キューバから日本へ帰国中の安倍晋三首相がサンフランシスコで副務機に乗り替えて帰国した。
2019年11月に、東南アジア諸国連合関連首脳会議に出席する安倍首相が搭乗して羽田空港からバンコクへ飛行中、機体後部ギャレーのオーブンでパンを加温すると発煙したため、消火器を使用して沈静化後に確認すると機内設備に問題無く運航を継続して着陸した。復路は予防的措置で首相搭乗機を予備機へ変更して運航された。
2022年4月に、ロシアのウクライナ侵攻から逃れたウクライナからの避難民20人をポーランドから日本に避難させる際に、副務機を使用した（「日本におけるウクライナ難民受け入れ」を参照）。
2022年10月に、 オーストラリア訪問中の岸田首相が帰路、搭乗する予定であった主務機に機材トラブルが発生。予備機に搭乗して帰国した。

### その他の要人輸送機
政府専用機とほぼ同時期に購入して陸上自衛隊が運用する、フランス製のアエロスパシアルAS332Lヘリコプターが近・中距離移動に用いられ、のちにユーロコプター EC225LPへ更新された。航空自衛隊の多用途支援機のガルフストリーム・エアロスペースのU-4が日本国内の高速移動に用いられている。
福田康夫首相が北京オリンピック開会式に出席のために北京市へ2008年8月8日に赴き、8月9日の長崎原爆の日の平和式典に出席する日程であったことから、深夜の日中両国間を移動する手段にU-4が用いられた。
1994年2月の小笠原行幸啓で、目的地に飛行場が無く船舶では時間がかかるため海上自衛隊のUS-1Aが使用された。

## 沿革

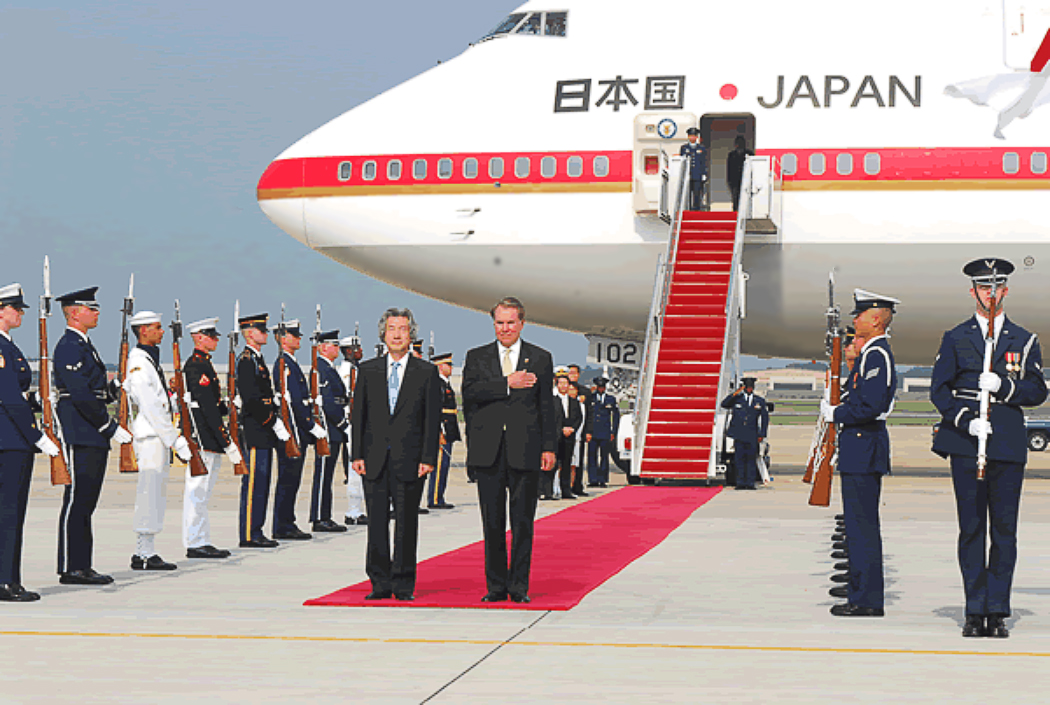
訪米した小泉総理を迎える儀典官と儀仗兵 ワシントンD.C.郊外アンドルーズ空軍基地にて（2006年6月28日）。

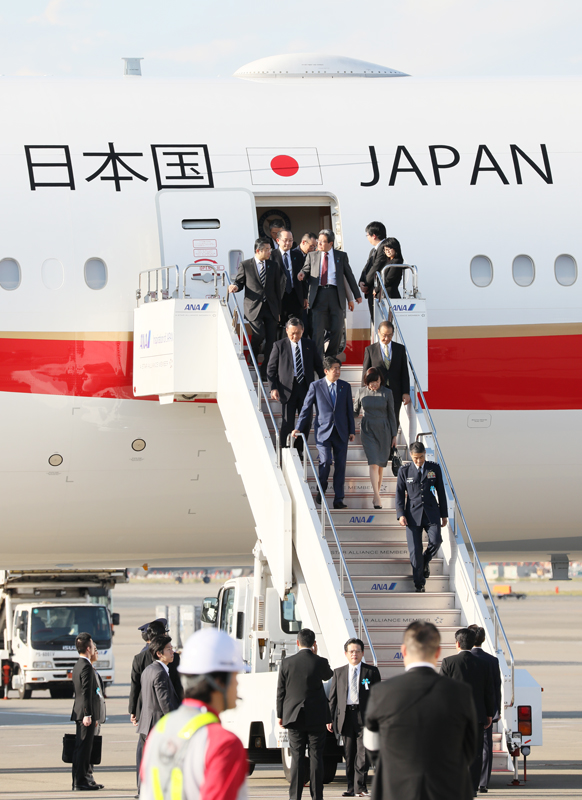
安倍総理による政府専用機（2代目）の内覧（2018年10月19日）。

- 1987年（昭和62年） 政府専用機2機の導入を閣議決定し、予算は両機で計360億円[4]とした。
- 1991年（平成3年）
  - 9月 1番機 ボーイング747-400 JA8091 を受領する。
  - 11月 2番機 ボーイング747-400 JA8092 を受領する。
- 1992年（平成4年）4月 総理府から防衛庁に移管し、運輸省における民間機としての登録を抹消し、航空自衛隊の機体識別番号が付与され[注釈 17]、試験飛行としてアメリカ合衆国ワシントンD.C.へ初めて国外航行する。
- 1993年（平成5年）
  - 2月 渡辺美智雄副総理兼外務大臣がアメリカ訪問時に、要人として初使用する。
  - 4月 宮澤喜一がアメリカ訪問時に、内閣総理大臣として初使用する。
  - 6月 特別航空輸送隊を編成する。
  - 9月 明仁天皇と美智子皇后がヨーロッパ訪問時に、皇室が初使用する。
- 1995年（平成7年）8月 日本航空（JAL）が羽田空港の地上ハンドリングを受託する。
- 2002年（平成14年）4月 要人輸送が100回に到達する。
- 2005年（平成17年）4月 政府が3番機の導入を断念する。
- 2006年（平成18年）9月 国外寄港地が200か所に到達する。
- 2007年（平成19年）4月 通信機能の強化、座席のグレードアップ、会議室および随行員室の内装変更などの大規模改装工事が終了する。
- 2013年（平成25年）1月22日 アルジェリア人質事件で、自衛隊法84条に基づく「在外邦人の緊急輸送」任務実施として初めて、アルジェリアへ派遣される。
- 2014年（平成26年）
  - 8月12日 後継機がボーイング777-300ER型機[19]と決定される。
  - 9月3日 Flightradar24に飛行情報が表示されていたが、防衛省の要請で8月中に表示されなくなった[52]。
- 2015年（平成27年）
  - 4月28日 後継機のデザインが発表[53]される。垂直尾翼は従来と同じ日章旗であるが、側面に赤い曲線が描かれる。
- 2016年（平成28年）
  - 7月3日 ダッカのレストラン襲撃による人質テロ事件で、自衛隊法84条に基づく「在外邦人の緊急輸送」任務実施のためにバングラデシュへ派遣される。
  - 7月29日 後継機ボーイング777-300ER型初号機が初飛行[54]する。
- 2018年（平成30年）
  - 8月17日 1番機ボーイング777-300ER 80-1111 を受領する。
  - 12月11日 2番機ボーイング777-300ER 80-1112 を受領する[55]。
- 2019年（平成31年）
  - 3月 ボーイング747-400 20-1101、20-1102（旧JA8091・旧JA8092）が退役する。
  - 3月24日 航空自衛隊千歳基地で新旧機種の交代式が催される[56]。B747-400は民間に売却される。
  - 4月1日 後継機ボーイング777-300ER型機の運用が開始[57]される。
  - 4月22日 安倍晋三首相がヨーロッパとアメリカ歴訪に使用し、2代目の機体が実任務で初飛行する。
- 2021年（令和3年）
  - 8月 アフガニスタンの首都カーブルがターリバーンにより掌握されたことを受け、自衛隊法84条に基づく「在外邦人の緊急輸送」任務実施のために隣国パキスタンへ派遣される（在アフガニスタン・イスラム共和国邦人等の輸送参照）。
- 2022年（令和4年）
  - 3月 内閣総理大臣のG7首脳会合出席のためベルギー/ブリュッセル向け運航されたがロシアウクライナ侵攻により安全のため自主的にロシア領空迂回し、往路太平洋、北米アラスカ、カナダ北極圏、グリーンランド飛行する北回り経路、復路黒海、中央アジア飛行する南回り経路を使用して運航したとされている[58]。
  - 9月 9月17日、9月19日に行われたイギリスのエリザベス2世女王の国葬に参列するため今上天皇と皇后が2代目の機体を皇室として初使用した。これに伴い、9月19日（台風14号への対応の影響で20日に変更）に国連総会のためにニューヨークに渡米した岸田文雄首相は民間機（全日本空輸のボーイング777-300ER・機体記号JA798A）をチャーターすることになった。なお、9月23日の復路は政府専用機を使用した[59][60]。
- 2023年（令和5年）
  - 2月 トルコ・シリア地震を受け、現地で活動を予定する国際緊急援助隊の医療チームが使う資機材を届けるため、トルコへ派遣される[61]。
  - 3月21日、前々日19日からインド訪問中の岸田文雄首相がウクライナへの電撃訪問を行ったが、安全面での確保から政府専用機を使用せずビジネスジェットを使用してインドから隣国ポーランド・ジェシュフへ移動し、ポーランドから同機で日本に帰国した。

## 諸元

### 名称
- 政府による正式呼称：「日本国政府専用機」
- 航空自衛隊における正式名称：「特別輸送機」
- 英語表記：「Japanese Air Force One/Two」（ジャパニーズ・エアフォース・ワン/トゥー）

### コールサイン
- Japanese Air Force 001/002：主務機/予備機。通常の任務飛行中に用いる。"Japanese Air Force"を"JF"の略記も散見されるが、JFは航空会社コードに割り当てがない[注釈 18]。
- 2015年1月25日と26日に、皇太子徳仁親王と福田康夫政府特派大使がサウジアラビア王国のアブドッラー国王を弔問した際は、単独で「002」を用いた。
- Japanese Air Force 701：2013年1月にアルジェリア人質事件の邦人救出任務で、20-1102機が往路復路ともに用いた。
- Japanese Air Force 901：2013年4月28日から5月3日まで皇太子徳仁親王夫妻がオランダのウィレム・アレクサンダー国王即位式に赴いた際、2013年6月10日から16日まで皇太子徳仁親王が日西交流400周年記念で公式訪問時、それぞれで20-1101機が往路復路ともに用いた。
- Japan/Japanese Air Force 1101：1993年2月11日から14日まで渡辺美智雄外相がワシントンを訪問時、初の任務飛行となる20-1101機が、往路はJapan Air Forceを復路はJapanese Air Forceをそれぞれ用いた[62]。
- Cygnus[注釈 19] 01/02[注釈 20]/11/12[注釈 21]：訓練および回送の際に使用される。"CYGNS"と表記されることがある。
- PLANETA[注釈 22]：訓練飛行時に使用されたことがある[63]。
- AKITSUA：2019年6月28から29日に大阪で開催された「G20 大阪サミット」で、羽田 - 伊丹の運行で往路復路ともに用いた。

### 初代

#### 機体
日本国政府専用機
日本国政府専用機、編隊
- 用途：輸送機
- 分類：日本国政府専用機
- 製造者：ボーイング
- 運用者：航空自衛隊
- 生産数：2機
- 運用開始：1993年
- 退役：2019年3月
- 運用状況：運用廃止

- 機種：ボーイング747-47C[注釈 23]
- エンジン：ゼネラル・エレクトリック CF6-80C2B1F[注釈 24]
- 所属：航空自衛隊 航空支援集団 特別航空輸送隊
- 機体番号：20-1101、20-1102[注釈 17]
- 機数：2機（通常2機をペアとして運用）

| 機種              | 製造番号    | 機体番号 | 受領日     | 登録日     | 備考     |
| ----------------- | ----------- | -------- | ---------- | ---------- | -------- |
| ボーイング747-47C | 24730 / 816 | 20-1101  | 1991/09/17 | 1992/04/01 | 元JA8091 |
| ボーイング747-47C | 24731 / 839 | 20-1102  | 1991/11/18 | 1992/04/01 | 元JA8092 |

#### 外装
- 胴体：白地に、金のアンダーライン付き赤の帯。前方の左側に「日本国  JAPAN」、右側に「JAPAN  日本国」の文字（左右対称にするため）、後方の両側に小さく「航空自衛隊」の文字
- 主翼：左翼の上に「JAPAN」の文字。両翼の上下計4カ所に航空自衛隊の国籍標章  [注釈 25]。
- 尾翼：垂直尾翼の左右両側に大きく航空自衛隊の国籍標章  、その前方部に小さく機体番号。
- 貨物室：エアステア

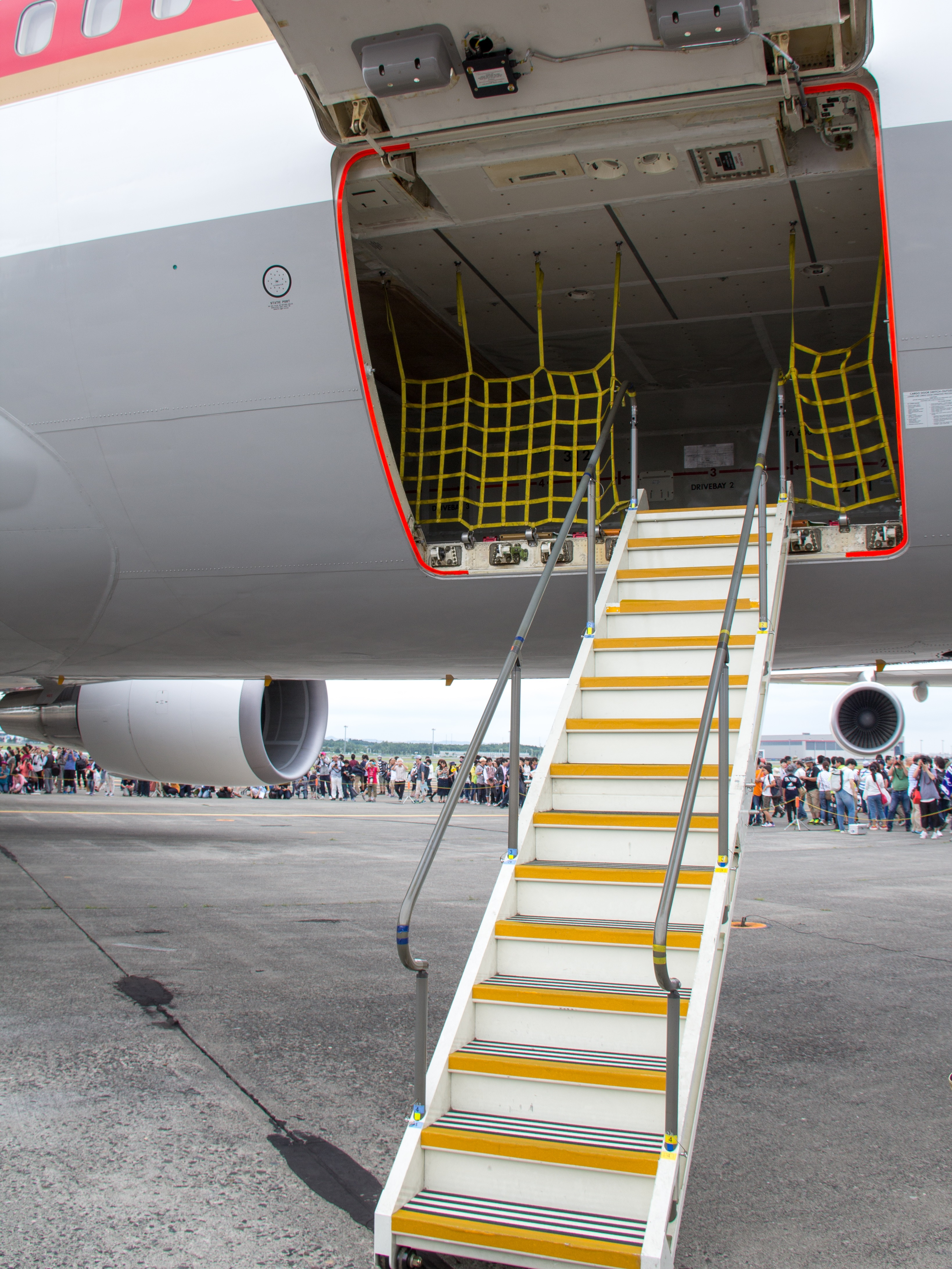
前方貨物室に設置されたエアステア

#### 内装
内装は要人や同行する記者、運航要員などの輸送用に設計されており、座席や壁面などは茶色やベージュを基調とした暖色系の色調でまとめられている。
- コックピット内は民間仕様とほぼ同じだが、敵味方識別装置などの軍用機器が追加されている。コックピット天井にある非常脱出ハッチの開口部は、特別機として使用されるケースを想定した民間機体と同様に器材を取り付けて、国旗の掲出が可能である。
- 機内は前方から、貴賓室、夫人室、秘書官室（11席）、会議室（4席）、事務室（2席）、随行員室（12席＋21席）、一般客席（89席）がある[25]。随行員室は2-3-2アブレスト、一般客室は2-4-2アブレストである。一般客席の中央部に記者会見席（3席）がある。秘書官室や随行員室ではライフラットのビジネスクラス用シート[66]が、一般客室ではレッグレスト付きのプレミアムエコノミーに相当する座席[66]で、ノートパソコン向けの電源コンセントを備えているが、エンターテイメント設備は設置されていない[66]。記者会見や清掃に備えて、壁面にコンセントが設置されている[66]。
- 要人が使用する貴賓室は、1階最前方のコックピット真下、民間機はB747のみに存在するL1/R1ドアよりも前にあるキャビンに位置する。従来は保安のために非公開であったが、退役後に1機の調度品を浜松広報館に展示、もう1機分は一般公開展示を条件に小松市の石川県立航空プラザへ無償で譲渡され[25][67]、リサイクル業者へ引き渡す前の2019年5月24日に内部が報道関係者に初公開された[68][69]。
- 一般客席に搭乗する同行記者らは、民間航空会社運航便と同程度の航空券運賃を支払う[70]。
- 2階部分は、通信室や運航要員の座席（25席）とその休憩室が設けられている[71]。運航要員用の座席はエコノミークラス用シートの3-3アブレストとなっているが、前方左側の4席は1階の一般客室と同じ座席が設置されているため2-3アブレストとなっている。運航要員の空間を2階に集約して、1階に搭乗する要人の間を通り抜けることなく業務の遂行を可能としている[66]。
- 旧式の機体で遮音性が優れず、機内の会話に大声を要した[25]。
- 747-400の乗客数は416から524名であるが、本機は約140人である。
- 同行者らも機内サービスが提供され、機内食は和食、洋食、肉、魚を選ぶことができる。食材は日本から持ち込んだ物と現地調達がある[25]。アメニティグッズは航空自衛隊のロゴが入った特注品である[25]。映画上映時は前方のスクリーンへ投影する[25]。栄養ドリンクも搭載されて要人の警護官に好評である[25]。

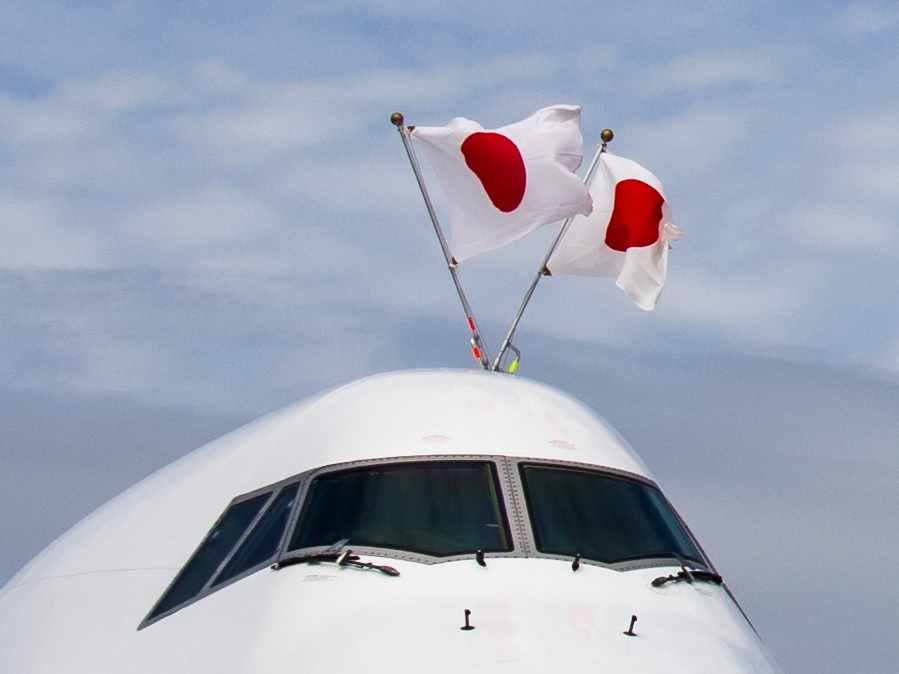
操縦室天井窓から機外に掲げられた日本国旗
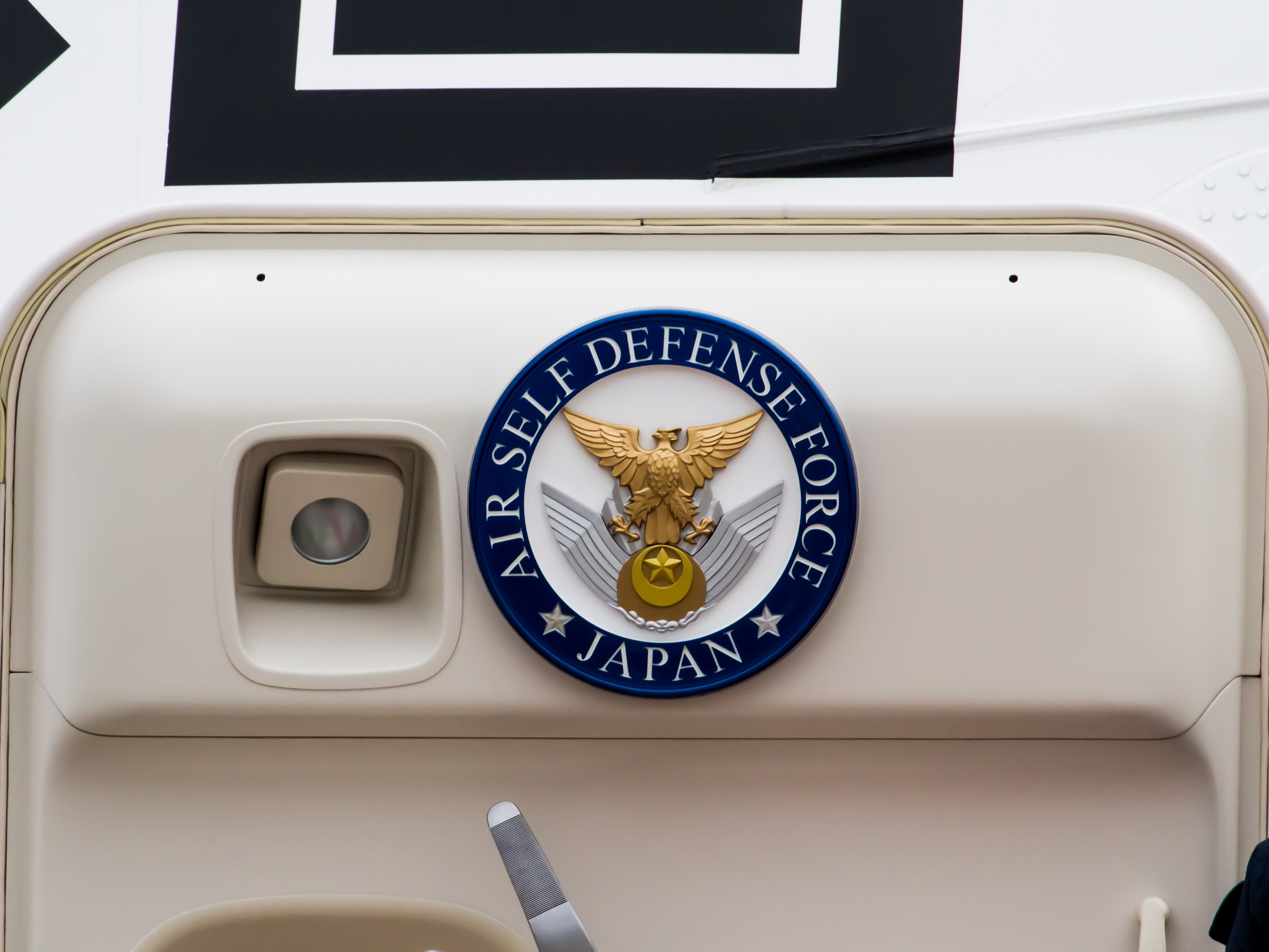
L1ドアにある航空自衛隊マーク
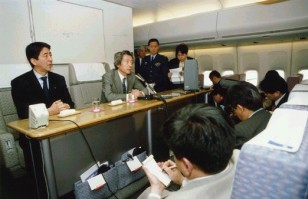
記者会見席（小泉純一郎首相・安倍晋三内閣官房副長官）
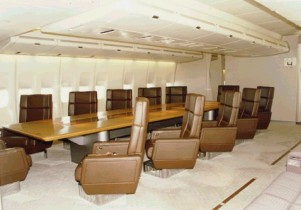
会議室
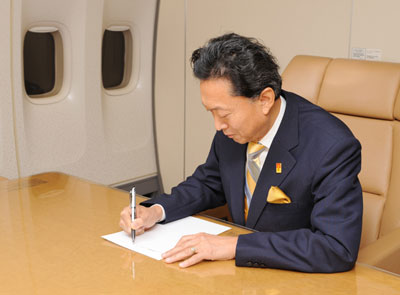
貴賓室（鳩山由紀夫首相）

### 2代目

#### 機体
日本国政府専用機（2代目）
- 用途：輸送機
- 分類：日本国政府専用機
- 製造者：ボーイング
- 運用者：航空自衛隊
- 生産数：2機
- 運用開始：2019年4月
- 運用状況：運用中

- 機種：ボーイングBBJ777-300ER（カスタマーコード・SB）[72][73]
- エンジン：ゼネラル・エレクトリック GE90
- 所属：航空自衛隊 航空支援集団 特別航空輸送隊
- 機体番号：80-1111、80-1112
- 機数：2機（通常2機をペアとして運用）

| 機種                    | 製造番号 | 機体番号 | 備考     |
| ----------------------- | -------- | -------- | -------- |
| ボーイング BBJ777-300ER | 62439    | 80-1111  | 元N509BJ |
| ボーイング BBJ777-300ER | 62440    | 80-1112  | 元N511BJ |

#### 外装
- 胴体：白地に曲線の赤の帯。後方の両側に小さく「航空自衛隊」の文字。
- 主翼：左翼の上に「JAPAN」の文字。両翼の上下計4カ所に航空自衛隊の国籍標章  。
- 尾翼：垂直尾翼の左右両側に大きく航空自衛隊の国籍標章  、その前方部に小さく機体番号。

#### 内装
- 客室は全日本空輸（ANA）仕様と同等の青系の座席で、随行員室はビジネスクラスと同等（1-2-1スタッガード配列：21席）、一般客室はプレミアムエコノミーと同等の仕様（2-4-2：85席）、初代専用機には無かったエンターテイメント設備や機内Wi-Fiが追加された[25]。貴賓室は公開されていない[25]。
- 初代専用機にあった記者会見席はスペースの都合で設置されていない[76]が、会議室が増えて機能的になった[25]。
- 初代の政府専用機（B747-400型機）と異なりコクピットにハッチのような小窓が無く、国旗はコクピットから掲出する。乗機と降機はL2ドアから行う。

## その他
- フライトレーダー24に位置情報等が表示されていたが、2014年8月ごろに防衛省が「防衛上の支障」を理由に掲載の取りやめを要請したことが一部新聞によって明らかになり[77]、現在は表示されていない。

- 衆議院議員である河野太郎は777-300ERの座席についてANAの国際線ビジネスクラス「ANA BUSINESS STAGGERED」と非常によく似た座席回りであることを自身のXに以下のように紹介した[78]。
  - 政府専用機 ANAビジネスクラスと同じ仕様です[79]
  - 政府専用機のエンタメ。[80]